# Kfar Aza
Kfar Aza (hebrejsky כְּפַר עַזָּה‎, doslova „Vesnice Gaza“) je vesnice typu kibuc v Izraeli, v Jižním distriktu, v oblastní radě Ša'ar ha-Negev.

## Geografie
Leží v nadmořské výšce 89 metrů na severozápadním okraji pouště Negev; v oblasti, která byla od 2. poloviny 20. století intenzivně zúrodňována a zavlažována a ztratila charakter pouštní krajiny. Jde o zemědělsky obdělávaný pás přiléhající k pásmu Gazy a navazující na pobřežní nížinu. Severně od vesnice protéká do Gazy vádí Nachal Chanun, do kterého od jihu ústí Nachal Sa'ad. Severovýchodně od kibucu stojí pahorky Tel Irit a Tel Mefalsim. Jihozápadně od obce je uměle vysázený les Ja'ar Simchoni.
Obec se nachází 10 kilometrů od břehu Středozemního moře, přibližně 68 km jihojihozápadně od centra Tel Avivu, 74 km jihozápadně od historického jádra Jeruzaléma a 7 km jihozápadně od města Sderot. Kfar Aza obývají Židé, přičemž osídlení v tomto regionu je etnicky převážně židovské. 2 kilometry severozápadním směrem ale začíná pásmo Gazy s početnou arabskou (palestinskou) populací.
Kfar Aza je na dopravní síť napojen pomocí lokální silnice 232. Ta jižně od vesnice ústí do dálnice číslo 25.

## Dějiny
Kfar Aza byl založen v roce 1951. Původně se osada nazývala Jagav (יגב‎), později Šdemot (שדמות‎). Nynější jméno upomíná na nedaleké arabské město Gaza. První osadníci se tu usadili v srpnu 1951. Šlo o Židy z Egypta a Maroka. Kibuc byl ale roku 1953 opuštěn. Nově byl osídlen až v lednu 1957 polovojenskými oddíly Nachal.
Roku 1958 byl v kibucu otevřen plavecký bazén, roku 1966 budova společné jídelny. Roku 1973 zahájila provoz průmyslová firma Kafrit na zpracování plastů (v roce 2022 měla 158 zaměstnanců). Roku 1974 byl v tomto kibucu jako prvním v Izraeli uveden do provozu automatizovaný závlahový systém na místních polích. Roku 1992 byl otevřen komplex knihovny, společenského centra a učeben. V obci fungují sportovní areály. Dále je tu k dispozici obchod se smíšeným zbožím a zdravotní středisko.
Koncem 90. let 20. století prošel kibuc privatizací a zbavil se prvků kolektivismu ve svém hospodaření. Roku 2000 započala na západním okraji stávající zemědělské vesnice výstavba nové rezidenční čtvrti Ne'ot ha-Deše (נאות הדשא‎). Roku 2006 v Ne'ot ha-Deše žilo už 38 rodin. Správní území vesnice dosahuje cca 10 000 dunamů (10 kilometrů čtverečních). Vesnice je pro blízkost pásma Gazy opakovaným terčem raket Kassám, které jsou odpalovány z nedalekého pásma Gazy ovládaného hnutím Hamás. 9. května 2008 byl takto zabit člen kibucu poté, co střela z Gazy dopadla na jeho dvůr.
Během útoků Hamásu na Izrael v říjnu 2023 došlo v kibucu k masakru jeho obyvatel, během něhož zemřelo 70 lidí. V prosinci 2023 opuštěný kibuc navštívili čeští politici Miloš Vystrčil a Markéta Pekarová Adamová, aby vyjádřili podporu Izraeli.

## Demografie
Obyvatelstvo kibucu je sekulární. Podle údajů z roku 2014 tvořili naprostou většinu obyvatel v Kfar Aza Židé (včetně statistické kategorie „ostatní“, která zahrnuje nearabské obyvatele židovského původu ale bez formální příslušnosti k židovskému náboženství).
Jde o menší obec vesnického typu s dlouhodobě rostoucí populací. K 31. prosinci 2014 zde žilo 693 lidí. Během roku 2014 populace stoupla o 3,6 %.
| Rok            | 1961 | 1972 | 1983 | 1995 | 2001 | 2003 | 2004 | 2005 | 2006 | 2007 | 2008 | 2009 | 2010 | 2011 | 2012 | 2013 | 2014 |
| -------------- | ---- | ---- | ---- | ---- | ---- | ---- | ---- | ---- | ---- | ---- | ---- | ---- | ---- | ---- | ---- | ---- | ---- |
| Počet obyvatel | 78   | 212  | 501  | 587  | 638  | 681  | 690  | 726  | 760  | 760  | 768  | 692  | 687  | 677  | 666  | 669  | 693  |